# Raúl Ibáñez
Raúl Javier Ibáñez (né le 2 juin 1972 à New York, États-Unis) est un ancien joueur de champ extérieur et frappeur désigné de baseball qui évolue dans les Ligues majeures de 1996 à 2014.
Il frappe 2 034 coups sûrs, dont 305 circuits, au cours d'une carrière de 19 saisons, et participe une fois au match des étoiles. Il joue 10 saisons chez les Mariners de Seattle (1996-2000, 2004-2008 et 2013), en plus de s'aligner avec les Royals de Kansas City (2001-2003, 2014), les Phillies de Philadelphie (2009-2011), les Yankees de New York (2012) et les Angels de Los Angeles (2014).

## Biographie

### Mariners de Seattle
Ibáñez joue au baseball avec son lycée, le Miami Sunset Senior High, avant de rejoindre le Miami Dade College. Il évolue à cet endroit lorsqu'il est drafté en 36e ronde par les Mariners de Seattle en juin 1992. Ne figurant pas très haut dans les priorités des Mariners, une équipe en émergence à la fin des années 1990, Ibanez est confiné à un rôle de joueur réserviste et alterne entre les ligues mineures et majeures au cours d'un premier séjour à Seattle qui se termine en 2000. Il fait ses débuts dans le baseball majeur avec les Mariners le 1er août 1996. Son premier coup sûr dans le baseball majeur est un triple contre le lanceur Doug Drabek des White Sox de Chicago le 16 août 1997. Le 26 septembre suivant, il claque son premier coup de circuit au plus haut niveau, une frappe de trois points face au lanceur Mike Oquist des Athletics d'Oakland.
Après un total de 52 parties au niveau majeur de 1996 à 1998, il voit un peu plus de temps de jeu les deux saisons suivantes, disputant 87 et 92 parties, respectivement, au cours des saisons 1999 et 2000. Cette dernière année, Seattle accède aux séries éliminatoires. Ibanez frappe trois coups sûrs et maintient une moyenne au bâton de ,375 en trois matchs en Série de divisions contre les White Sox de Chicago, mais il est blanchi en neuf présences au bâton dans la Série de championnat de la Ligue américaine que les Mariners perdent contre les champions du monde, les Yankees de New York.

### Royals de Kansas City
Ibáñez devient agent libre après la saison 2000 et signe chez les Royals de Kansas City avec lesquels il joue trois saisons. En 2001, il dispute 104 parties et frappe pour une moyenne au bâton de ,280 avec 13 circuits et 54 points produits.
Il s'impose comme un des bons joueurs du baseball en 2002 alors qu'il frappe 24 circuits et produit 103 points en 137 parties jouées, élevant sa moyenne au bâton à ,294. Avec un nouveau record personnel de 179 coups sûrs réussis en 2003, Ibanez réussit 18 circuits et produit 90 points, frappant de nouveau pour ,294 et aidant les Royals à enregistrer leur première saison gagnante depuis 1993.

### Retour à Seattle

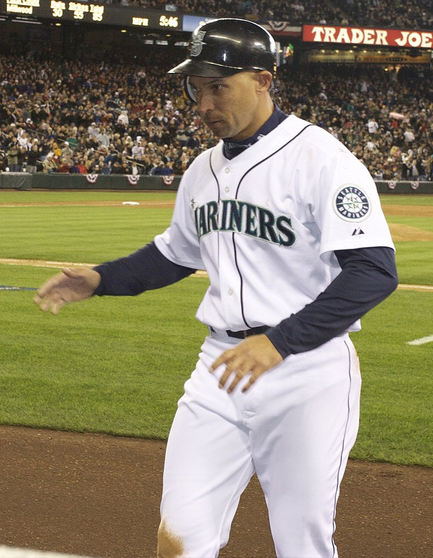
Raul Ibanez avec Seattle en 2008.

De nouveau joueur autonome, Ibáñez revient chez les Mariners le 19 novembre 2003 et connaît en 2004 une saison où sa moyenne au bâton (,304) est sa plus élevée en carrière. En 123 parties, il frappe 16 circuits et produit 62 points.
À la suite du départ à la retraite d'Edgar Martínez, Ibáñez est principalement utilisé comme frappeur désigné en 2005. Il joue toutes les parties (162) de son club et atteint pour la seconde fois les 20 circuits frappés en une année. Il produit 89 points et sa moyenne au bâton s'élève à ,280.
L'arrivée de Carl Everett chez les Mariners durant l'hiver 2005-2006 permet à Ibáñez de retrouver son poste dans le champ gauche. Il enchaîne trois saisons consécutives de 100 points produits ou plus, soit 123 en 2006, 105 en 2007 et 110 en 2008. Ses moyennes au bâton se maintiennent entre ,289 et ,292 ces années-là. Il frappe un nouveau record personnel de 33 circuits en 2006, sa production baisse à 21 longues balles en 2007, puis en 2008 il réussit son plus haut total (34) en une année. Il apparaît au 20e rang du vote désignant le joueur de l'année en Ligue américaine en 2008 après avoir été crédite d'une 21e place en 2006.

### Phillies de Philadelphie
Le 16 décembre 2008, Ibáñez paraphe un contrat de trois ans chez les Phillies de Philadelphie pour 31.5 millions de dollars.
À sa première année à Philadelphie, il aide l'équipe à décrocher le titre de la division Est en tapant 34 coups de circuits et en produisant 93 points. À l'âge de 37 ans, il est invité au match des étoiles pour la toute première fois de sa carrière. Il produit cinq points en quatre parties dans la Série de divisions où les Phillies éliminent les Rockies du Colorado. Après une mauvaise Série de championnat face aux Dodgers de Los Angeles, il fait bien à sa première Série mondiale en carrière : une moyenne de ,304 (7 coups sûrs en 23) avec un circuit et quatre points produits. Mais les Phillies perdent le titre et la finale de 2009 aux mains des Yankees de New York.
En 2010, Ibanez frappe pour ,275 avec 16 circuits et 83 points produits. En 2011, sa fiche est de 20 circuits et 84 points produits mais sa moyenne au bâton chute à ,245. En séries éliminatoires, il est cependant plutôt discret. En 2010, il ne fait compter aucun point dans les deux rondes disputées par les Phillies. En 2011, il réussit un circuit et produit quatre points contre les Cardinals de Saint-Louis en Série de divisions mais termine avec seulement trois coups sûrs en 15 présences au bâton pour une faible moyenne de ,200.

### Yankees de New York

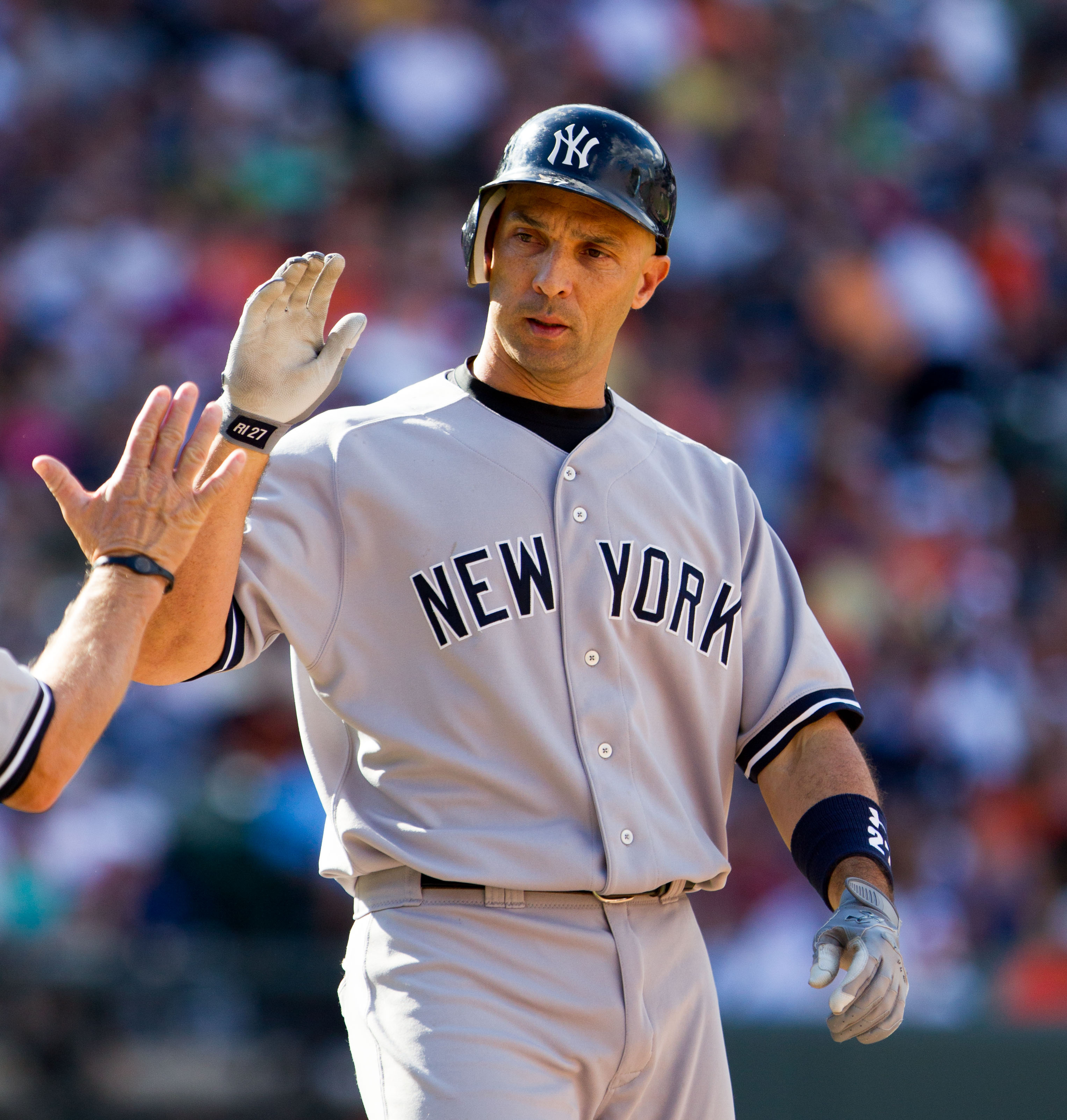
Raúl Ibañez en 2012 à sa seule saison chez les Yankees.

Le 20 février 2012, il se joint aux Yankees de New York qui l'engagent pour en faire leur frappeur désigné pour un an, en échange de 1,1 million de dollars. Ibanez dispute 130 matchs à sa seule année avec les Yankees mais patrouille le champ extérieur la plupart du temps et ne remplaçant qu'occasionnellement Andruw Jones comme frappeur désigné. Il frappe 19 circuits, produit 62 points et affiche une moyenne au bâton de ,240 en saison régulière. Il brille durant la Série de divisions qui oppose les Yankees aux Orioles de Baltimore au premier tour des séries éliminatoires. Dans le troisième match, disputé au Yankee Stadium, Ibanez est amené en fin de neuvième manche comme frappeur suppléant à la place de la vedette Alex Rodriguez, qui connaît des éliminatoires difficiles. Ibanez claque un coup de circuit contre le stoppeur Jim Johnson après un retrait pour priver les Orioles d'une victoire et créer l'égalité 2-2. En fin de 12e manche, Ibáñez frappe son deuxième circuit en solo du match, cette fois contre le lanceur Brian Matusz, et New York l'emporte 3-2. Le voltigeur des Yankees obtient quatre coups sûrs en neuf avec ses deux circuits et trois points produits en quatre matchs disputés dans cette série remportée trois victoires à deux par New York. En Série de championnat contre les Tigers de Détroit, il frappe pour ,231 avec un circuit et deux points produits et les Yankees sont éliminés rapidement après quatre défaites de suite.
Avec les départs du voltigeur Nick Swisher pour Cleveland et celui du frappeur désigné Andruw Jones pour le Japon, les Yankees sont intéressés à ramener le vétéran voltigeur dans le Bronx pour 2013, mais la chose ne se concrétise pas.

### Troisième séjour chez les Mariners
Le 26 décembre 2012, Raúl Ibáñez, maintenant âgé de 40 ans, rejoint officiellement les Mariners de Seattle pour la troisième fois, obtenant un contrat de 2,75 millions de dollars pour une saison.
En 124 matchs joués en 2013 pour Seattle, Ibáñez frappe pour ,242 avec 110 coups sûrs et 65 points produits. Il frappe 29 circuits, son plus haut total depuis 2009 et, malgré l'environnement peu favorable aux frappeurs de puissance qu'est le Safeco Field de Seattle, 17 de ces circuits sont réussis au domicile des Mariners.

### Angels de Los Angeles
Le 27 décembre 2013, Ibáñez rejoint les Angels de Los Angeles pour une saison. Ibáñez ne frappe que pour ,157 en 190 passages au bâton comme membre des Angels, avec une moyenne de puissance de ,265. En 57 matchs joués, il ne frappe que 3 circuits. Le club le libère de son contrat le 21 juin 2014.

### Retour à Kansas City
Les Royals de Kansas City mettent sous contrat Ibáñez le 30 juin 2014. Il s'agit de son 2e séjour avec la franchise, 11 ans après le premier. Le 2 juillet contre Minnesota, il devient à 42 ans le joueur le plus âgé à frapper un coup de circuit pour les Royals. Même si toujours membre des Royals en octobre 2014, il n'est pas inclus dans l'effectif pour les éliminatoires et ne joue pas dans la Série mondiale 2014. 

### Après-carrière
Après la saison 2014, Ibáñez est pressenti pour le poste de gérant des Rays de Tampa Bay mais retire sa candidature. En 2015, il devient analyste au réseau Fox Sports.